# دنبه

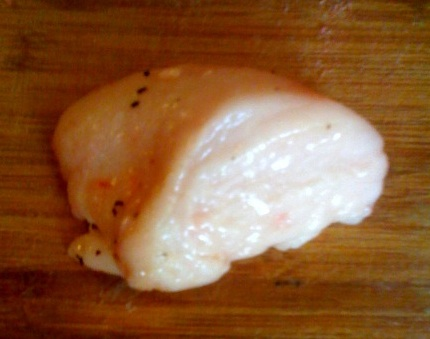
دنبه

دنبه یا دُمبه، بخشی از بدن گوسفند است که به جای دم در انتهای پشتی تن حیوان آویخته شده و متشکل از چربی است. همه گوسفندان  دنبه ندارند. دنبه را هم کباب می‌کنند و هم از آن روغن  می‌گیرند، و به باسن دمبه هم میگویند .
در کباب های ایرانی بخصوص کباب کوبیده از آن استفاده می شود . 